# Franciela Krasucki
Franciela das Graças Krasucki (más conocida como Franciela Krasucki, Valinhos, 26 de abril de 1988) es una deportista brasileña de atletismo especialista en las disciplinas 100 m y 4 x 100 m relevo.
Fue parte del conjunto femenino de atletismo brasileño que alcanzó la medalla de oro en los Juegos Panamericanos de 2011 en Guadalajara en la modalidad 4 x 100 m relevo junto a Ana Cláudia Lemos, Vanda Gomes y Rosângela Santos. Por otro lado, el mismo año recibió la medalla de plata en la misma categoría del Campeonato Sudamericano de Atletismo realizado en Buenos Aires; además, recibió la presea dorada en dicha categoría de los Juegos Suramericanos de 2010 realizados en Medellín.
El 9 de agosto de 2012 marcó la actual plusmarca sudamericana en los 4 x 100 m relevo de los Juegos Olímpicos de Londres 2012 junto a Ana Cláudia Lemos, Vanda Gomes y Rosângela Santos, con un tiempo de 42s55. Además, el 6 de abril de 2013 igualó la marca sudamericana en los 100 m que ostentaba su compatriota Ana Cláudia Silva.